# Эскадренные миноносцы типа «Селла»
Эскадренные миноносцы типа «Се́лла» — тип эскадренных миноносцев Королевского итальянского флота, построенных в середине 1920-х годов. Являлись развитием миноносцев типа «Куртатоне».
Двухтрубные эсминцы имели выраженный полубак, вооружены двумя 120-мм спаренными артиллерийскими установками и двумя 533-мм торпедными аппаратами расположенными вдоль центральной линии.
Всего было построено 4 корабля. Два эсминца этого типа в марте 1940 года были проданы Швеции, с двух оставшихся вскоре после начала войны были сняты 40-мм автоматы, взамен установлены четыре (4 × 1) 20-мм/75 автомата. Кроме того, на эсминцах установили 2 бомбомёта.

## Конструкция
Спаренные установки артиллерии главного калибра в середине 20-х годов на вооружении эсминцев имелись только в итальянском флоте. Между тем, эти установки имели свои недостатки. К ним можно отнести трудности в реализации максимально возможной скорострельности, так как требовалось обеспечить двойную подачу боезапасов.

## Служба
Во время войны эсминцы «Франческо Криспи» и «Куинтино Селла» базировались на острове Лерос и принимали участие в операциях по обороне островов Додеканес.
25 марта 1941 года «Криспи» и «Селла» доставили к бухте Су́да (на острове Крит) шесть взрывающихся катеров 10-й флотилии MAS, которые провели атаку находившихся там британских кораблей. В результате атаки был тяжело поврежден и затоплен тяжёлый крейсер «Йорк».

## Список кораблей
| Эсминец                                     | Бортовое обозначение | Верфь | Спущен на воду | Начало службы | Конец службы |
| ------------------------------------------- | -------------------- | ----- | -------------- | ------------- | --- |
| Франческо Криспи (итал. Francesco Crispi)   | CP                   | PN    | 12.9.1925      | 29.4.1927     | захвачен немцами 9.9.43 в Триесте, назван ТА-15, потоплен 8.3.44 в гавани Гераклиона английской авиацией. Поднят, снова потоплен 12.10.44 авиацией. |
| Куинтино Селла (итал. Quintino Sella)       | SE                   | PN    | 25.4.1925      | 25.3.1926     | потоплен 11.9.43 возле Венеции немецкими торпедными катерами S-54 и S-61                                                                            |
| Беттино Рикасоли (итал. Bettino Ricasoli)   | -                    | PN    | 29.1.1926      | 4.10.1926     | в марте 1940 г. продан Швеции, списан в 1947 г. |
| Джованни Никотера (итал. Giovanni Nicotera) | -                    | PN    | 24.6.1926      | 8.1.1927      | в марте 1940 г. продан Швеции, списан в 1947 г. |